# Osmanabad (Distrikt)
Der Distrikt Osmanabad (Marathi: उस्मानाबाद जिल्हा) ist einer von 35 Distrikten des Staates Maharashtra in Indien.
Die Stadt Osmanabad ist Verwaltungssitz des Distrikts. Die letzte Volkszählung im Jahr 2011 ergab eine Gesamtbevölkerungszahl von 1.657.576 Menschen.

## Geschichte
Von vorchristlicher Zeit bis ins Jahr 1345 wurde das Gebiet – wie die ganze Region – von diversen buddhistischen und hinduistischen Herrschern regiert. Der erste namentlich bekannte Staat war das Maurya-Reich, die letzte nichtmuslimische Dynastie waren die Yadava.
Nach jahrzehntelangen Tributzahlungen an muslimische Regenten im Norden Indiens erfolgte 1345 die Besetzung durch muslimische Soldaten. Danach herrschten bis ins Jahr 1724 verschiedene muslimische Dynastien (Sultanat Delhi, Bahmani, Dekkan-Sultanate und die Grossmoguln). Von 1724 bis 1956 – mit einem kurzen Unterbruch zwischen 1853 und 1860 – stand das Gebiet unter der Herrschaft des Nizam von Hyderabad und gehörte zum Staat Hyderabad bzw. zum Bundesstaat Hyderabad (1948–1956). Im Jahre 1956 wurde dieser indische Bundesstaat geteilt und der Distrikt Osmanabad kam zum Staat Bombay. Auch dieser wurde 1960 aufgelöst und der Distrikt ein Teil von Maharashtra.

## Bevölkerung
Die städtische Bevölkerung macht nur 16,96 Prozent der gesamten Bevölkerung aus. Eine klar überwiegende Mehrheit der Bevölkerung sind Hindus. Die Muslime sind eine bedeutende Minderheit. Eine kleinere Minderheit bilden die Buddhisten. Im Jahr 2001 waren von 1.486.586 Einwohnern 1.297.858 Hindus (87,30 Prozent), 151.181 Muslime (10,17 Prozent) und 28.356 Buddhisten (1,91 Prozent).

### Bedeutende Orte
Einwohnerstärkste Ortschaft des Distrikts ist der Hauptort Osmanabad. Weitere bedeutende Städte mit einer Einwohnerschaft von mehr als 10.000 Menschen sind Tuljapur, Umarga, Kalamb, Bhum, Murum, Paranda und Naldurg.